# Ébéniste
 (septembre 2017).
 (janvier 2014).
Si vous disposez d'ouvrages ou d'articles de référence ou si vous connaissez des sites web de qualité traitant du thème abordé ici, merci de compléter l'article en donnant les références utiles à sa vérifiabilité et en les liant à la section « Notes et références ».
L’ébéniste est un artisan qui transforme des bois, plus ou moins précieux, pour créer du mobilier fonctionnel ou décoratif.
Le mot « ébénisterie » apparaît dans le Dictionnaire de l'Académie française en 1732. Il est tiré du mot ébène, racine probablement nubienne (Égypte), désignant le bois de l'ébénier, de couleur noire. Le travail de cette essence précieuse a donné son nom au métier chargé d'ouvrage à caractère décoratif.
Les commodes, encoignures, secrétaires, cabinets, bureaux et autres meubles recouverts d’écailles, de marqueterie, de laque, de vernis, de porcelaine sont des meubles d’ébénisterie.
Un meuble d'ébéniste peut être de style ancien ou de création contemporaine.

## Histoire

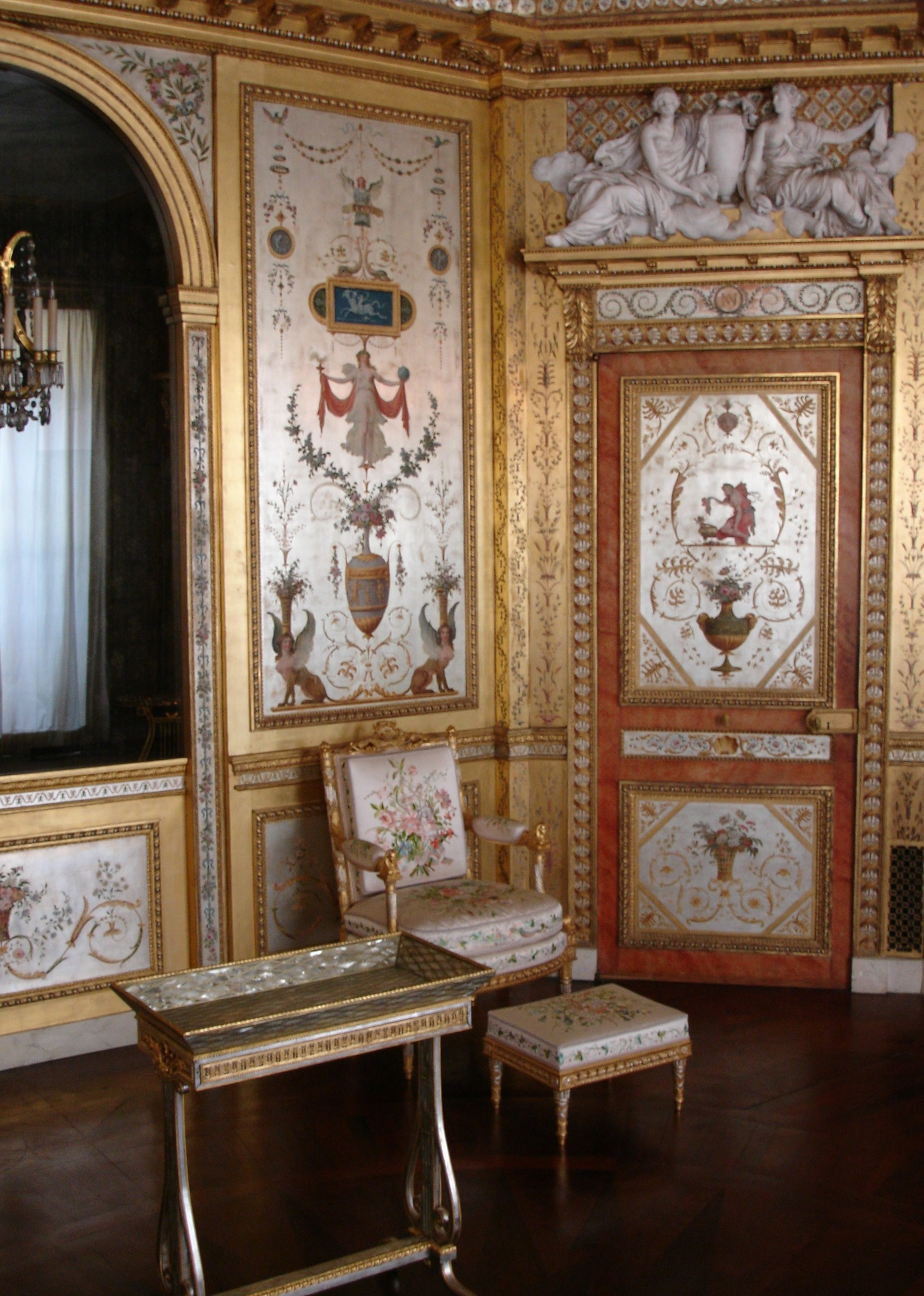
Fontainebleau.

Les hommes ont commencé à travailler le bois dès la période de l'Antiquité. Dans l'antiquité, à Jérusalem, le temple de Salomon abritait des lambris de bois de cèdre. Les romains utilisaient également le bois pour décorer l’intérieur de leurs habitations et fabriquaient des portes, des boiseries et des meubles.
En Europe, les plus anciennes techniques relevant de l'ébénisterie ne remontent pas plus loin que le Moyen Âge, même si on ne lui donnait pas encore ce nom, avec l'apparition du point de Hongrie (parquetage en damier appliqué aux grandes surfaces sur certains meubles précieux).

### En Italie
Au XVe siècle en Italie apparaît la marqueterie. Elle connaît une grande renommée dans toute l'Europe, bien qu'elle n'y soit diffusée qu'au XVIIe siècle.
Au XVIe siècle en Italie apparaît une nouvelle catégorie d'artisans qui travaillent les essences rares et en particulier l'ébène. Ils créent de nouveaux procédés appelés l'intarsio et l'impasto. Avant cela, l'ébène n'était utilisée que pour de petits objets (échiquiers, coffrets…).

### En France
Sous le règne de Louis XIV, le mouvement artistique est dirigé par le peintre Charles Le Brun, et sous sa direction, Charles Boulle (ébéniste du roi) innove le placage de marqueterie en utilisant la feuille d'ébène, le cuivre, l'étain et l'écaille pour ornementer ses créations,.
En France, c'est au milieu du XVIIe siècle que la vieille corporation des menuisiers accueille cette nouvelle catégorie d'artisans initialement « menuisier en ébène » et crée la Jurande des maîtres ébénistes. Dans ce pays, il existe un musée présenté comme étant le seul à présenter ce type d'exposition et de collections de meubles et d'ateliers de fabrication très spécifique. Situé au Le Pont-de-Beauvoisin, il permet de découvrir le travail des artisans qui firent la réputation de cette petite ville dauphinoise, présentée comme la « cité du meuble » depuis le règne de François Ier.
Désormais, et jusqu'à la suppression des corporations en 1791, une distinction très nette s'établit entre ces deux métiers qu’il ne faut pas confondre. Les ébénistes sont représentés au concours des meilleurs ouvriers de France (ayant lieu tous les trois ans) depuis le début du XXe siècle.
Au XXIe siècle, le métier est en constante évolution avec l'emploi de nouveaux matériaux, ainsi que l'utilisation de machines de plus en plus performantes, et notamment les machines à commandes numériques.

## Ébéniste ou menuisier
Historiquement, le travail du bois est celui du charpentier, principalement tenu de construire des maisons (l'ossature). On attribue ensuite le nom de « menuisiers » à des spécialistes d'ouvrages « menus », ainsi que divers autres dénominations selon les spécificités (charron, huchiers, tonneliers, etc.). Avec l’importation des bois exotiques, certains menuisiers ont l'idée de couvrir les meubles réalisés en essences locales par de fines tranches de ces bois précieux. C'est la naissance du placage, notamment celui de l'ébène, qui donne son nom à l'ébéniste.
En complément de la maîtrise du bois, la formation au métier d’ébéniste (quelquefois complémentaire à une formation en menuiserie) comprend la connaissance de l'histoire, des styles et des arts dans le mobilier ainsi que la transformation de matières autres que le bois, telles que la nacre, le laiton, l'étain, l'os, l'écaille ou la coquille d'œuf, souvent utilisées pour l'ornementation. À ceci peut s'ajouter une formation de tourneur ou de marqueteur, qui sont encore des métiers bien différents.
Il faut aussi noter que les connaissances de la dorure, du laquage, des vernis anciens et des méthodes de vieillissement font partie du savoir-faire de l’ébéniste.
Cependant, le métier de l'ébéniste a bien changé. Actuellement, on dit que le menuisier s'adapte aux contraintes du bois (séchage, vrillement, etc.), tandis que l'ébéniste contraint son bois, et c'est pour cela qu'il utilise davantage les panneaux sur lesquels il vient plaquer diverses essences. L'ébéniste est tout aussi bien capable de restaurer une commode du XVIIIe siècle que d'agencer une cuisine en mélaminé.
L'ébéniste est souvent assimilé à quelqu'un qui fabrique des meubles qu'il recouvre de placages. C'est une image restrictive; il suffit de regarder les réalisations d'ébénistes notoires tels que Charles Boulle ou Louis Majorelle pour observer que leur savoir-faire en marqueterie n'est pas le seul atout de leurs créations.

## Restauration de mobilier

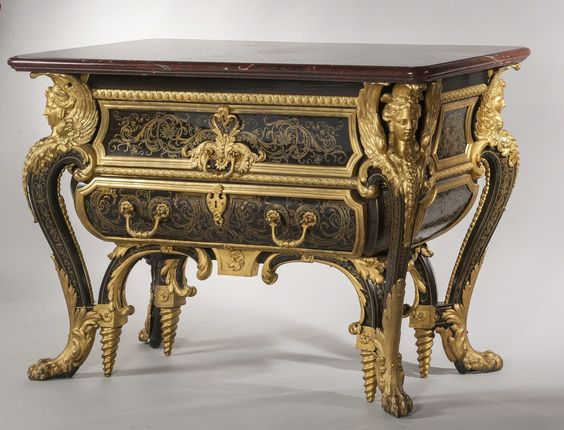
Commode Mazarin, André-Charles Boulle, Grand Trianon.

La restauration de mobilier est une branche particulière de l'ébénisterie qui consiste à restaurer des meubles anciens. Elle requiert à la fois une bonne maîtrise de la fabrication des meubles, mais aussi une bonne connaissance des styles et l'utilisation de techniques propres à la restauration.
Elle doit être réservée à des ébénistes formés à cette pratique (certaines restaurations réclament une formation spécifique parallèlement à la formation classique d'ébéniste) car on a vu trop souvent des meubles massacrés par l'ignorance, ou pire, la cupidité de certains professionnels du meuble. Pour éviter cela, une charte, dite de Venise, et d'autres recommandations internationales ont été instaurées, qui préconisent entre autres : l'utilisation des produits anciens (colle de nerf et d'os, vernis au tampon), des bois et matières utilisés à l'époque de la fabrication du meuble, d'avoir toutes les connaissances et aptitudes artistiques et techniques qui permettent d'analyser l'objet créé, le comprendre, saisir la pensée de l'ébéniste qui l'a conçu pour le restaurer en respectant les règles de l'art et pour le sauvegarder dans son intégralité, de manière que chaque restauration soit réversible.
La restauration ne doit pas être confondue avec la conservation qui a pour but de maintenir le meuble en état, de faire en sorte qu'il fonctionne, sans camoufler les ajouts et en retirant le minimum de matière. Elle est utilisée notamment par les musées et doit permettre une étude historique et archéologique ultérieure du meuble. C'est pour cela que seul le « minimum vital » doit être fait sur les meubles conservés pour ne pas masquer les traces du temps.

## Surcyclage de mobilier
Le surcyclage ou upcycling de mobilier consiste à rénover des éléments récupérés afin de les transformer en produits d'utilité supérieure. La transition écologique, comme toute évolution, a été responsable de la création d'une toute nouvelle toile de métiers autour de l'ébéniste.
L'un de ces métiers est l'ébéniste recycleur, qui récupère du bois de meubles abîmés ou de palettes, et s'en sert pour créer du mobilier neuf. La demande pour un mobilier responsable et solidaire augmente à travers les foyers, et c'est ainsi que l'ébéniste recycleur utilise le caractère du bois recyclé pour lui donner une toute nouvelle vie.
Le surcyclage est différent de la rénovation, dans le sens où l'ébéniste ne cherche pas à conserver l'identité initiale du meuble.

## Formation

### France
Il est possible de débuter avec un CAP ébénisterie (en deux ans), et de continuer avec un bac pro ébénisterie (en deux ans).
- La voie de l'apprentissage propose un CAP ébéniste niveau V en 2 ans.
- Un BTM (brevet technique des métiers) niveau IV sur deux ans est ensuite envisageable en alternance.
- Le BMA (brevet des métiers d'art) niveau IV.
- Le BTMS ébéniste option « conception et fabrication de mobilier contemporain » ou « restauration de mobilier anciens » niveau III
- Le DMA (diplôme des métiers d'art) Niveau III.
- Le BM (brevet de maîtrise) niveau III, diplôme d'excellence de l'artisanat, est en cours de certification au niveau national.

En ce qui concerne la restauration :
- L'INP (Institut national du patrimoine) forme des restaurateurs en 5 ans, après le passage d'un concours d'entrée et permet l'accès à la fonction publique.
- Le DMA restauration (diplôme des métiers d'art) en 2 ans après un BMA, ou après une MANMA (mise à niveau métiers d'art).
- Le CCP (certificat de compétences professionnelles) et la VAE (validation des acquis de l'expérience) dans les AFPA.
- FCIL (Formation complémentaire d'initiative locale) RMA (restauration de meubles anciens), en une année après un CAP, bac pro ou un BMA ébénisterie/marqueterie (lycée Bonaparte à Autun).

### Québec
- DEP Diplôme d'études professionnelles. Soit en ébénisteries, rembourrage et finition de meuble.
- DEC Diplôme d'études collégiales à l'École nationale du meuble et de l'ébénisterie à Victoriaville en technique du meuble et de l’ébénisterie.
- DEC Diplôme d’étude collégial au Cégep du Vieux Montréal ou Limoilou à Québec en Ébénisterie artisanale.

### Suisse
- CFC (Certificat fédéral de capacité) en 4 ans[7].
- Brevet fédéral chef de projet en menuiserie /ébénisterie en 3 ans (post-CFC).
- Technicien ES en technique du bois en 2 ans (post-CFC).
- Bachelor of Science HES en technique du bois en 3 ans (post-CFC).